# Betfred

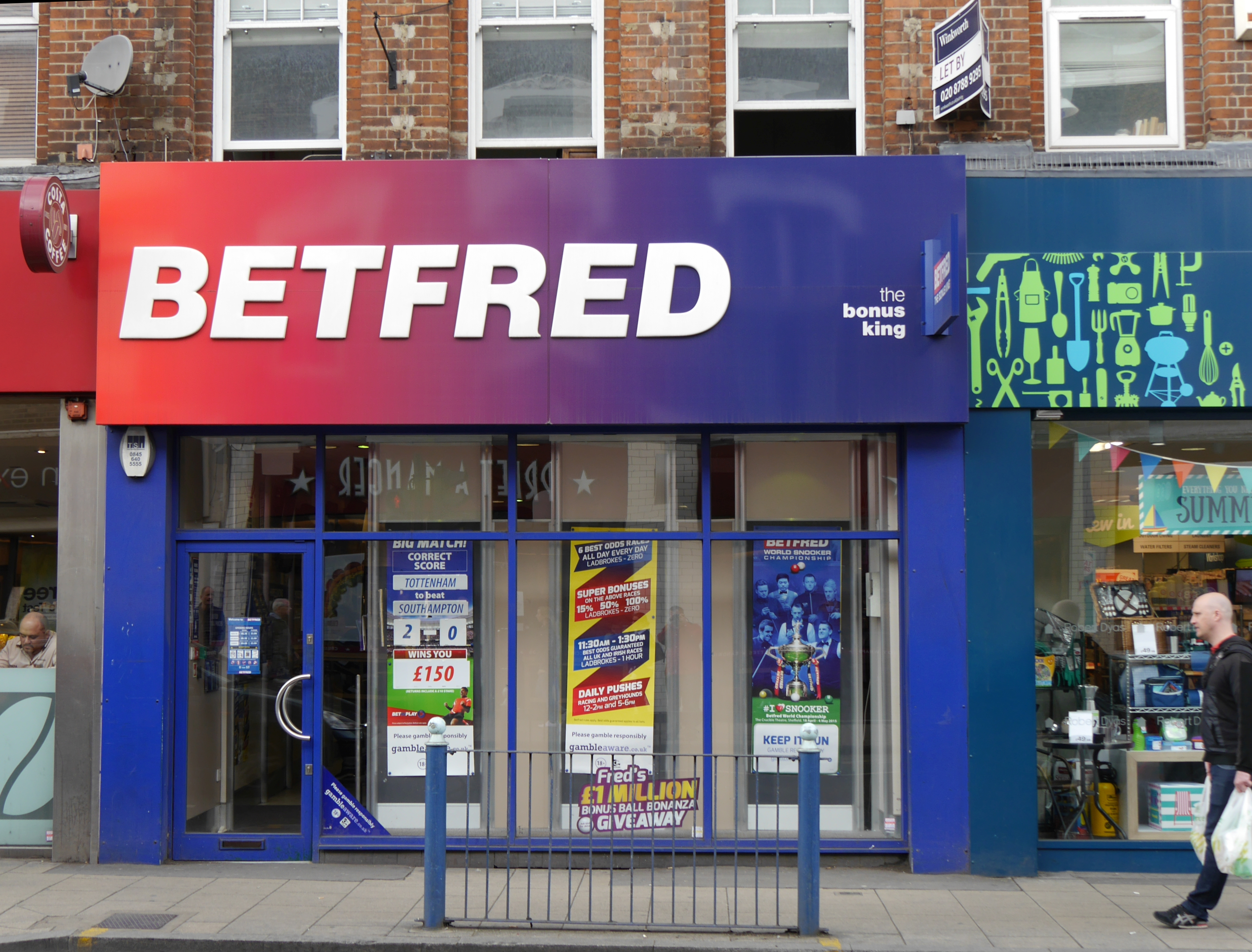
Одно из представительств Betfred в Патни, Лондон

Betfred — британская букмекерская контора. Названа в честь её соучредителей Фреда и Питера Дана (Fred and Peter Done).

## История
Основана 4 сентября 1967 года в Ордсолле, Солфорд. Головной офис компании находится в Берчвуде, Уоррингтон.
В 2004 году торговый оборот компании составил более £3,5 млрд., увеличившись с £550 млн. в 2003 году.
В течение двух лет, до сентября 2016 года, должность генерального директора компании занимал Джон Хэддок, который начал свою деятельность в качестве регионального менеджера в 1986 году. После его ухода председатель Фред Дан (Fred Done) принял на себя роль генерального директора.
По состоянию на 25 июня 2018 года, общий торговый оборот от онлайн и розничных продаж компании Betfred по сравнению с предыдущим годом вырос на 17,5% и составил £12,7 млрд. Также, по данным Regulus Partners, за 2017 год онлайн доход компании BetFred вырос на 3% и составил £90 млн., а доходы от розничных продаж выросли на 12% и достигли - £329 млн.
По состоянию на июль 2017 года компания имеет более 1650 лицензированных букмекерских точек продаж и более 10 000 сотрудников.

## Спонсорство

### Футбол
В мае 2016 года Betfred на 3 года стал спонсором Кубка шотландской футбольной лиги .

### Регби
С 2017 года Betfred является главным спонсором ведущего европейского соревнования по регби — Суперлиги, в октябре 2021 контракт был продлен до 2023 года

### Снукер
С 2009 по 2012 год Betfred спонсировал Чемпионат мира по снукеру, подписав в 2015 году новый трехлетний контракт и продлив его ещё до 2019 года, благодаря чему и сохранилось официальное название турнира «Betfred World Championship».